# Trey Hollingsworth
Joseph Albert "Trey" Hollingsworth III, född 12 september 1983 i Clinton i Tennessee, är en amerikansk republikansk politiker. Han är ledamot av USA:s representanthus sedan 2017.
Hollingsworth studerade vid Wharton School och Georgetown University. Han har varit verksam som företagare. I kongressvalet 2016 besegrade han demokraten Shelli Yoder.
Hollingsworth gifte sig med Kelly Francis 2014. De har en son.